# 동해동인병원
동해동인병원은 강원특별자치도 동해시에 있는 종합병원이다.

## 연혁
- 1983년 9월 1일: 영동병원으로 개원
- 1993년 5월 26일: 625병상 증설
- 2004년 12월 23일: 의료법인 동해동인병원으로 전환